# Scherma ai I Giochi del Mediterraneo
Le gare di scherma dei I Giochi del Mediterraneo ("Fencing at the 1951 Mediterranean Games") si sono svolte dal 6 ottobre al 17 ottobre 1951 ad Alessandria d'Egitto.
Le competizioni si sono svolte in ambito maschile, mettendo in palio un totale di 6 ori, 6 argenti e 7 bronzi nelle seguenti specialità:
- Fioretto
- Sciabola
- Spada

## Podi

### Uomini
| Evento               | Oro                                                                                             | Argento | Bronzo                                                                           |
| Spada                |                                                                                                 | |                                                                                  |
| Spada individuale    | René Bougnol                                                                                    | Carlo Pavesi                                                                                                  | Jacques Coutrot                                                                  |
| Spada a squadre      | Italia Armando Dellantonio Edoardo Mangiarotti Dario Mangiarotti Mario Mangiarotti Carlo Pavesi | Francia | Egitto                                                                           |
| Fioretto             |                                                                                                 | |                                                                                  |
| Fioretto individuale | Christian d'Oriola                                                                              | Alessandro Mirandoli                                                                                          | Edoardo Mangiarotti Claude Netter                                                |
| Fioretto a squadre   | Italia Nicola Dioguardi Alessandro Mirandoli Antonio Spallino Edoardo Mangiarotti Mario Favia   | Francia Christian d'Oriola                                                                                    | Egitto                                                                           |
| Sciabola             |                                                                                                 | |                                                                                  |
| Sciabola individuale | Jacques Lefèvre                                                                                 | Mauro Racca                                                                                                   | Roberto Ferrari                                                                  |
| Sciabola a squadre   | Italia Roberto Ferrari Idalgo Masetto Ilio Niccolini Domenico Pace Mauro Racca                  | Egitto Mohamed Zulficar Farid Abou-Shadi Mahmoud Khattab Younes Salah Dessouki Mohamed Fathallah Abdel Rahman | Francia Claude Netter Bernard Marie Georges Morel Jacques Edmond Emile Lefevre - |

## Medagliere
| Posizione | Paese   |   |   |   | Totale |
| --------- | ------- | - | - | - | ------ |
| 1         | Italia  | 3 | 3 | 2 | 8      |
| 2         | Francia | 3 | 2 | 3 | 8      |
| 3         | Egitto  | 0 | 1 | 2 | 3      |
| Totale    | Totale  | 6 | 6 | 7 | 19     |